# La camera blu
La camera blu è una rivista sugli studi di genere che riflette le esperienze didattiche del Dottorato in Studi di Genere dell'Università di Napoli Federico II.

## Storia
La rivista nasce nel 2006 con l'obiettivo di diffondere gli studi di genere in una prospettiva multidisciplinare, organizzando ogni fascicolo attorno ad un tema monografico e incrociando studi filosofico, letterari, storici e socio-antropologici.

## Struttura
Ogni numero della rivista organizza il tema monografico in sezioni: 
- Il tema
- Materiali
- L'evidenziatore, è una ribrica con opinioni su temi di attualità
- Femminismi postcoloniali e transnazionali
- Laboratorio di ricerca interdisciplinare
- Genere e formazione
- Recensioni
- Letti e riletti
- Interventi
- Schede.

I temi trattati nelle prime 5 sezioni sono sottoposti a peer review dubble blind.

## Comitato scientifico
- Susan Bassnett, University of Warwick
- Remo Bodei, Università di Pisa
- Rosi Braidotti, Università di Utrecht
- Serena Dinelli, Circolo Bateson
- Giuseppe Ferraro, Università degli Studi di Napoli Federico II, Italia
- Vita Fortunati, Università di Bologna
- Dino Giovannini, Università degli Studi di Modena e Reggio Emilia
- Lea Melandri, Libera università delle Donne - Milano
- Ana Gabriela Macedo, Universidade do Minho (PT)
- Marco Meriggi, Università degli Studi di Napoli "Federico II", Italia
- Maria Muscariello, Università degli Studi di Napoli "Federico II", Italia
- Maura Palazzi, Università degli Studi di Ferrara, Italia
- Adelina Sanchez Espinosa, Universidad de Granada
- Federico Sanguineti, Università di Salerno
- Pauline Schmitt Pantel, Université Paris 1 / Panthéon - Sorbonne, Francia
- Wassyla Tamzali, Avvocato e scrittrice, Algeria
- Donatella Trotta, Il Mattino - Napoli
- Adriana Valerio, Università degli Studi di Napoli "Federico II", Italia
- Paolo Valerio, Università degli Studi di Napoli "Federico II", Italia

Direttrice Responsabile: Caterina Arcidiacono, Università di Napoli Federico II

## Direzione scientifica
- Annamaria Lamarra, Università di Napoli Federico II
- Simona Marino, Università degli Studi di Napoli Federico II
- Caterina Arcidiacono, Università di Napoli Federico II
- Laura Guidi, Università degli studi di Napoli Federico II
- Adele Nunziante Cesaro, Università di Napoli Federico II
- Leandro Sgueglia, Università degli Studi di Napoli Federico II
- Francesco Muollo, Università di Napoli Federico II